# Messapier
Messapierne var en Iapygiansk stamme, der beboede Salento i den klassiske oldtid. To andre Iapygianske stammer, peuketerne og daunierne, beboede henholdsvis det centrale og det nordlige Apulien. Alle tre stammer talte det messapiske sprog, men havde udviklet separate arkæologiske kulturer i det syvende århundrede f.Kr. Messapierne boede i den eponyme region Messapia, som strakte sig fra Leuca i sydøst til Kailia og Egnatia i nordvest, og dækkede det meste af Salento-halvøen. Denne region omfatter i dag provinsen Lecce og dele af provinserne Brindisi og Taranto.
Fra og med det tredje århundrede f.Kr. skelnede græske og romerske forfattere mellem den oprindelige befolkning på Salento-halvøen på en anden måde. I henhold til Strabon var navnene iapygere, dauniere, peucetiere og messapiere udelukkende græske og ikke brugt af de indfødte, som delte Salento i to dele. Den sydlige og ioniske del af halvøen var salentinerne, der spændte fra Otranto til Leuca og fra Leuca til Manduria. Den nordlige del af Adriaterhavet tilhørte kalabrierne og strakte sig fra Otranto til Egnatia med dets bagland.
Efter den Romerske Republiks erobring af Salento i 266 f.Kr. blev skellet mellem de Iapygiske stammer sløret, da de blev assimileret ind i det antikke romerske samfund. Strabon gør det klart, at de fleste i hans tid (slutningen af det første århundrede f.Kr.), brugte navnene Messapia, Iapygia, Calabria og Salentina i flæng for Salento. Navnet Calabria for hele halvøen blev gjort officielt, da den romerske kejser Augustus delte Italien i regioner og gav hele regionen Apulien navnet Regio II Apulia et Calabria. Arkæologien følger stadig den oprindelige græske tredelte opdeling af stammer baseret på arkæologiske beviser.

## Referancer
1. ↑  Carpenter, Lynch & Robinson 2014, s. 2, 18 and 38.
2. ↑  Carpenter, Lynch & Robinson 2014, s. 38–39.
3. ↑  Carpenter, Lynch & Robinson 2014, s. 46.
4. ↑  Strabo 1924, 6.3.5.
5. ↑  Colafemmina 2012, s. 1.
6. ↑  Carpenter, Lynch & Robinson 2014, s. 40.